# Candy (powieść Kevina Brooksa)
Candy – powieść angielskiego pisarza Kevina Brooksa (autora książki Martyn Pig) wydana po raz pierwszy w 2005 roku. Książka opowiada historię 16-letniej, uzależnionej od heroiny prostytutki. Mieszka ona na przedmieściach Londynu. Opowiada o niej zakochany w niej i próbujący ją uratować chłopak - Joe. W Polsce ukazała się w październiku 2008 roku nakładem wydawnictwa Media Rodzina.